# Радуил
Радуил е село в Западна България. То се намира в Община Самоков, Софийска област.

## География

### Разположение
Село Радуил се намира в планински район на северните склонове на Рила, на 80 км източно от София, 117 км от Пловдив, 9 км от курорта Боровец, 22 км от Самоков, 16 км от Костенец. През него преминава добре поддържан винаги проходим и при тежки зимни условия с добра асфалтова покривка второкласен път от Републиканската пътна мрежа. Селото е второ по големина в община Самоков.

### Надморска височина и климат
Радуил е на 833,40 м надморска височина. Климатът е умерено-континентален, сравнително мек с влияние от топлите въздушни течения, които идват по долината на река Марица. То е първото населено място, през което преминава р. Марица.

## История

### Произход на селището и история
Не са намерени писмени документи или исторически данни, от които да се вижда точното време на заселването на селото. Историкът-изследовател Росица Ангелова в научното си изследване, направено за с. Радуил през 1941 – 1943 г. и изложено в семинар по славянска филология на Софийския университет през 1948 г., пише по разкази на местни жители, столетници и стари хора, че селото води началото си 150 г. преди основаването на гр. Самоков, който се е появил през 14 век след падането на България под османско владичество.
По времето на османската власт Радуил е под закрилата и привилегията на закона на рударските селища в турската империя. В него не е имало турско население с изключение на собственика на маданите (ковачници за желязо). Той е наемал хората, работещи на „Видните“, където се е топяло желязото и на „Маданите", където е ставало изковаването на готовото желязо във вид на „Расовичи" – пръти и така е извозвано до Турция. Основната част от населението на селото са се занимавали с направата на дървени въглища — кюмюр. Земеделието е било слабо развито.
Последният мадан в с. Радуил е и последен работил на Балканския полуостров, той заглъхва през 1900 година. Като поминък на населението остава дърводобивът и дървопреработването. Изграждат се десетки бичкии за бичене на трупи. През 1920 г. се създава дървопреработваща кооперация „Самопомощ“. Тя закупува гатер от Австрия. Изгражда и водна юзина за ток, а впоследствие и парова централа. В селото светват и първите електрически лампи с произведения ток от юзината на кооперацията.
Освобождението на с. Радуил от османска власт става след Съединението на Княжество България с Източна Румелия. Дотогава Радуил е гранично селище. И сега землищната ни граница между Радуил и гр. Самоков е старата държавна граница.

### Писателите, скулптури и село Радуил
За с. Радуил са говорили и разказвали в книгите си много от известните писатели българи и чужденци.
Ахмед Мелек паша изпраща Евлия Челеби – турски изследовател в България и той я описва в пътеписите си. Случайно попаднал в с. Радуил, той пише:
„Селото се намира при изворите на великата и много известна река Хеброс (Марица), която се влива пълноводна и могъща в Мраморно море. Върхът, под който тя извира, се вижда от селото целият обвит в преспи. Мисля, че ако Аллах реши да слезе на земята някога, то той ще се появи оттам. Реката преминава през селото, а по двата ѝ бряга представляващи просторни ливади и благодатни, окичени с плодове градини, са наредени къщите около триста на брой. Населението изповяда християнска заблуда, няма правоверни. Радуил е повече от Рая„
Иван Вазов, посещавайки Радуил на път към Великата Рилска пустиня, пише за него:
„Никъде не съм виждал такава дивна природа селото е закътано някъде в облаците сред китна природа. Планини отляво и отдясно го притискат, стремейки се да се съберат на юг, дето стена им прегражда небосклона. Тъкмо под нея в едно възхитително чаровно кътче, потънало в зеленина и свежест, се гуши село Радуил. Село стратегическо с нова черква. Картината наоколо имаше величествена омайност на планински мир, от нея вееше поезията на колосално зелено.
Аз никъде в България не съм виждал село в по-омайна местност в по-разкошна уединеност при приоблачни висини сред горските обятия.„
В Радуил е живял в продължение на една година писателят Христо Смирненски, изпратен на чист въздух да се лекува от туберкулоза. Тук той пише много от разказите си, като един от тях е „Пожар в Рила“. Друг, живял повече от двадесет години там, е скулпторът Христо Лозев. От неговата ръка е направен паметникът в центъра на селото в чест на загиналите радуилци през 1912-1913 г., през 1915 Христо Лозев изработва и българските пощенски марки.
В Радуил е живял и работил големият български писател Николай Хайтов. Започва работа като инженер-лесовъд в Радуилския участък на горско стопанство „Боровец“ през 1952 г., където работи до 1954 г. Влиза в конфликт с началниците си, заради отпуснатата суха и паднала дървена маса за нуждите на местното население. Годините, прекарани в с. Радуил, описва в книгата си „Дневник“- книга първа — издадена през 1988 г.
По случай 90-годишнината от рождението на Николай Хайтов, през 2009 г. признателните радуилци издигнаха чешма-паметник с негов барелеф и обособиха парк с беседка до къщата, където е живял. Много сюжети от негови разкази са увековечени там.

### Септемврийското въстание и село Радуил
Радуил е дало жертви по времето на Септемврийското въстание – Никола Стамболийски, Васил Чапкънски, Петър Капитански, Никола Капитански, Станко Джингов, Никола Ангелков.

## Радуил днес
Селото има 100% изграден водопровод и 100% изградена канализация, 70% асфалтирани улици и тротоари с плочки. Има изградени антени на мобилните оператори на М-тел и Виваком. Разполага с цех за преработка на дървен материал.
Читалищната сграда е приютила самодейните състави за народни песни, стари градски песни, изложби. Разполага с голям модерен театрален салон с 350 седящи места, в който се провежда Международният фолклорен фестивал Боб-фест, посветен на прочутия Радуилски фасул.
Училище в Радуил е имало от 1885 г. начално, а впоследствие седмокласно През 1933 г. е открито просторно осмокласно училище с множество кабинети. Разполага и с 400 m² спортна зала, парно отопление и действащ училищен стол.
Целодневната детска градина е с две групи, обновена след направените ремонти и отговаря на всички изисквания. Има просторен двор с изградени детски кътове за игра и забавление, притежава мини баскетболно игрище. Децата от 3 г. до 6 г. получават отлична подготовка за училище.

## Население
- 1934 г. – 1751 жители
- 1946 г. – 1903 жители
- 1956 г. – 1865 жители
- 1975 г. – 1701 жители
- 1992 г. – 1627 жители
- 2001 г. – 1402 жители
- 2008 г. – 1110 жители
- 2009 г. – 1104 жители
- 2010 г. – 1080 жители
- 2011 г. – 1073 жители

## Религии
В селото живеят само православни християни. Има две черкви, единадесет параклиса и един манастир.
Старата черква "Свети Никола" е построена по времето на османската власт и в противоречие на всички турски закони е издигната на най-високото място на селото и високо над земята. За нея е бил издействан специален указ от пашата.
Новата черква "Рождество на Пресвета Богородица" е построена през 1900 г. В нейния двор има Социален дом за подпомагане на бедни.
И двете черкви са богато изографисани. Също така, богато са изографисани някои от параклисите и манастира „Покров Богородичен“. Манастирът се намира извън селото, на около 5 километра, като има създадена екопътека за достъп до обителта.
Параклисите в селото са:
- Параклис „Света Троица“
- Параклис „Възнесение Господне“
- Параклис „Успение Богородично“
- Параклис „Свети Архангел Михаил“
- Параклис „Свети апостоли Петър и Павел“
- Параклис „Свети Мина“
- Параклис „Свети Йоан Рилски“
- Параклис „Свети Георги“
- Параклис „Свети Димитър“
- Параклис „Света Петка“
- Параклис „Свети Харалампий“

Селото е част от Самоковска духовна околия на Софийска епархия на Българската православна църква.

## Обществени институции
- Кметството се помещава в сградата на ДГС Боровец
- ОУ „Христо Смирненски“ – Предполага се, че първото училище е построено около 1880 година, скоро след Освобождението. Било е килийно и се е намирало в сегашния център на селото, близо до река Марица. При наводнение е отнесено от буйните води, затова през 1897 година се строи второ училище със 7 стаи, като постройката е паянтова. С икономическия подем в свободна България селото се разраства, децата се увеличават и при около 1300 жители през 1930 година, учениците са вече 136 момчета и 104 момичета. Прогресивното ръководство на селото, в лицето на Училищното настоятелство и Кметската управа, взема решение за строеж на нова училищна сграда. Определя се нов обширен терен, строителният дървен материал е подбран от общинската гора, поканени са опитни трънски майстори. Строежът на училището с 12 класни стаи, слънчево и просторно, съгласно последните изисквания за тези години, започва през 1931 година. На 14 август 1932 година е тържеството за полагане на основния камък, като със съгласие от Двореца на Негово височество Борис III, училището е наименувано „Княз Кирил Преславски“. Първият звънец в сега съществуващата сграда бие за учебната 1933/1934 година.

## Културни и природни забележителности
- Старата черква „Св. Никола“, която датира от 10 век.
- Манастирът „Света Богородица“ има спално отделение и кухня.

## Редовни събития
- Всяка година на 15 август, Църковният празник „Света Богородица“, се провежда традиционен събор на селото.
- Интересно събитие е международният фестивал на боба, който се провежда в началото на месец Септември в порядъка на 4 дни. В него участват много певци и танцьори от различни държави, с богата фолклорна програма, като най-оригиналните в чест на боба, който е на почит сред местните жители, се награждават.

Основател на Боб феста е Георги Божилов-ГЕБО, председател на читалище „Хр. Ботев“ с. Радуил(починал на 22.06.2009 г.). Има издадени книги с епиграми и афоризми, посветени на радуилеца от автора ГЕБО.

## Други
Морският нос Радуил на остров Астролабия в Антарктика е наименуван в чест на селището.

### Кухня
Радуил е известен с радуилския боб, оценен със златен медал от Пловдивския панаир при цар Фердинанд.

## Галерия
- Центърът на Радуил
- р. Марица през с. Радуил
- Гробищата и старата църква на Радуил
- Гробът на Георги Божилов — ГЕБО
- Иконостасът и част от интериора на старата църква в с. Радуил
- Стенописи и част от интериора на старата църква в с. Рауил
- Стенописи от Старата църква на с. Радуил
- Каин убива брат си Авел – стенопис от c. Радуил
- Железен слитък от добиваното до 19 век желязо в с. Радуил
- Новата църква в Радуил „Рождество на Пресвета Богородица“
- Интериор на Новата църква в Радуил „Рождество на Пресвета Богородица“